# Funktionale Gesundheit
Funktionale Gesundheit ist ein Konzept der Behindertenhilfe. Es wurde in der Schweiz entwickelt und zuerst umgesetzt. Insbesondere ist es eines der Leitkonzepte des Schweizer Branchenverbandes INSOS. Es entstand auf der gleichen Basis wie die International Classification of Functioning, Disability and Health (ICF). In Abgrenzung zum reinen Klassifikationssystem ICF, macht das Konzept der Funktionalen Gesundheit diesen Grundgedanken für die praktische Arbeit in der Behindertenhilfe nutzbar, wobei es nicht zur Erfassung von Bedarf und Leistung dient. Der Begriff der Funktionalen Gesundheit bestimmt, dass eine Person  „funktional“ nicht gesund ist, wenn die Kompensationsmechanismen und/oder Kontextfaktoren und/oder der betroffene Mensch (auch willentlich) diese Kompensation nicht zulassen.

## Die Landkarte und deren Sinn
Im Konzept der Funktionalen Gesundheit werden genau wie im ICF fünf Bereiche identifiziert, die für die Entwicklung der Gesundheit und der Persönlichkeit eines Menschen von zentraler Bedeutung sind
1. Der Körper mit seinen Körperfunktionen und -strukturen
2. die Aktivitäten und das kompetente Erleben in denselben
3. die Lebensbereiche und der Grad der Normalisierung dieser Lebensbereiche

sowie 4. und 5.: die persönlichen Ressourcen und diejenigen der Umwelt. Durch die klassisch bio-medizinische Betrachtungsweise des Menschen stand bisher der Bereich des Körpers mit seinen Körperfunktionen und Strukturen im Zentrum der Hilfeleistungen. Diesem Bereich werden mit dem Konzept der Funktionalen Gesundheit vier weitere zentral wichtige Bereiche zur Seite gestellt, die es dann in ihrem Zusammenspiel ermöglichen, Aussagen über die Gesundheit in ihrer Ganzheit zu machen. Durch die neue bio-psycho-soziale Betrachtungsweise mit ihrer umfassenden Beschreibung der Gesundheit eines Menschen, lässt sich diese in Relation zu anderen, vergleichbaren Menschen stellen und so Aussagen über die Abweichung zum „Normalen“ und somit dem Grad einer Behinderung machen. Als Referenz gilt immer eine vergleichbare gesunde Person gleichen Geschlechts, gleichen Alters und aus der gleichen Region kommend.
Eine Person ist funktional gesund, wenn:
Ihre körperlichen Funktionen und Strukturen einem allgemeinen Durchschnitt entsprechen (gesunder Körper).
Sie alles tun kann, was von einem gleichgeschlechtlichen Menschen mit vergleichbarem Alter und aus der gleichen Region kommend allgemein erwartet wird (kompetentes Erleben).
Sie an allen Lebensbereichen teilhaben kann, wie es von einem Menschen ohne Beeinträchtigung zu erwarten wäre (normalisierte Lebensbereiche).
Eine Person ist dann möglichst gesund, wenn sie mit einem möglichst gesunden Körper, möglichst kompetent an möglichst normalisierten Lebensbereichen teilhaben kann.
Im Gegensatz zur bio-medizinalen Betrachtungsweise versucht das Konzept der Funktionalen Gesundheit eine ganzheitliche Lebens- und Entwicklungssituation zu berücksichtigen und schließt hierbei auch die persönlichen und personenbezogenen Faktoren sowie die Umweltfaktoren mit ihren Ressourcen und Barrieren mit ein.

## Der Auftrag für die Behindertenhilfe
Das Konzept der Funktionalen Gesundheit in der Praxis der Behindertenhilfe bedeutet demnach einen echten und umfassenden Paradigmawechsel. Die erforderlichen Leistungen werden nicht mehr von einer spezifischen Schädigung oder Leistungsminderung abgeleitet, sondern davon, was eine Person mit einer bestimmten Beeinträchtigung braucht, um möglichst kompetent, unbehindert und gleichwertig an möglichst normalisierten und vielfältigen Lebensbereichen teilnehmen und teilhaben zu können.
Dementsprechend kann der Auftrag an die Behindertenhilfe wie folgt beschrieben werden:
„Professionelle Dienstleistungen in der Behindertenhilfe haben darauf abzuzielen, die Funktionale Gesundheit eines Menschen zu verbessern, resp. beeinträchtigende Faktoren zu lokalisieren und zu reduzieren. Und zwar da, wo die individuellen Ressourcen eines Menschen und die seines sozialen Umfeldes nicht (mehr) ausreichen (Kontextfaktoren).[1]“ Sie haben den Auftrag, diese Abweichung zu verkleinern oder mindestens so lange als möglich zu erhalten.
Die kompetente Partizipation von Menschen mit Beeinträchtigungen wird in den Mittelpunkt gestellt. Hierbei geht es keinesfalls um eine Normalisierung und Integration um „jeden Preis“, sondern immer darum, Lebensbereiche und Lebenssituationen zu schaffen, in denen sich Menschen mit allen möglichen Beeinträchtigungen kompetent und gesund erleben können (soziale Inklusion).
Indem Gesundheit als ein Wechselspiel oben genannter fünf Faktoren verstanden wird, zielen auch die entsprechenden Leistungen auf alle fünf Bereiche gleichermaßen ab und wägen in jedem Fall ihre Wirkung auf das Gesamtzusammenspiel aller Faktoren ab.
Die Herausforderung in der kompetenten Hilfe für Menschen mit einer Beeinträchtigung oder Behinderung ist heute nicht mehr unbedingt die Hilfe selbst. Schwierig ist es, den schmalen Grat zwischen Unter- und Überforderung im täglichen Miteinander zu treffen und so positive Rückmeldungen in den gemeinsamen Aktivitäten und ein Ernst nehmen des Menschen als vollwertiges Gegenüber zu ermöglichen. In der Behindertenhilfe müssen sich die Profis jeden Tag die Frage stellen, welche Hilfe ein Mensch braucht, um möglichst gesund und kompetent am möglichst normalisierten Leben teilhaben zu können. Für die Beantwortung dieser Frage genügt es nicht mehr, zu wissen wie „man“ es macht. Sie erfordert ein konsequentes Miteinander und die Berücksichtigung aller Faktoren, die eine Lebenssituation gestalten und beeinflussen.